# Ramipril
El ramipril és un fàrmac del grup dels inhibidors de l'ECA, utilitzats per tractar la hipertensió arterial i la insuficiència cardíaca i la prevenció d'atacs al cor. El ramipril en si és un profàrmac inactiu. El seu principi de funcionament es basa en l'activació del ramiprilat en la inhibició de l'enzim convertidor d'angiotensina (ACE).
A Espanya està comercialitzat com EFG i Acovil.